# BBC World Service

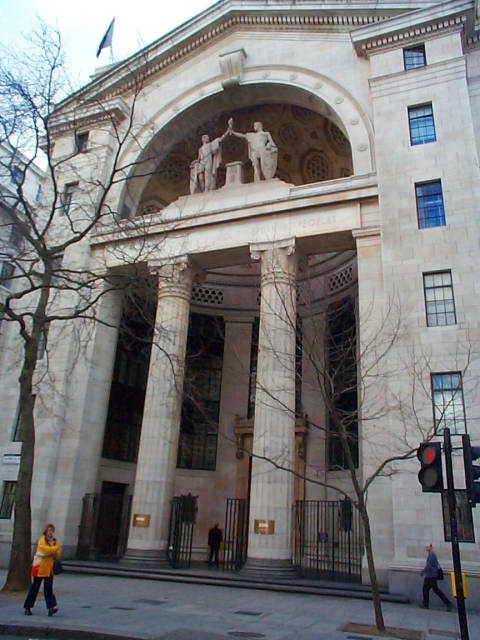
Bush House, das Verwaltungsgebäude und Studios des BBC World Service bis 2012

Der BBC World Service ist der Auslandsdienst der British Broadcasting Corporation (BBC). Die Hörfunkprogramme des World Service werden in 27 Sprachen weltweit ausgestrahlt. Woche für Woche schalten über 180 Millionen Hörer die Sendungen des BBC World Service ein. Der Sender wird seit 2018 von Jamie Angus geleitet.

## Geschichte
Die erste Sendung über Kurzwelle wurde im Jahr 1925 aus Daventry ausgestrahlt. Das Kurzwellenprogramm wurde unter dem Namen BBC Empire Service seit dem 19. Dezember 1932 regelmäßig gesendet, insbesondere für australische Hörer. Fremdsprachige Sendungen begannen am 3. Januar 1938 mit Arabisch; am 14. März 1938 folgten Portugiesisch und Spanisch für Lateinamerika. Im Zusammenhang mit dem Abschluss des Münchner Abkommens kamen am 27. September 1938 Deutsch, Italienisch und Französisch mit einer übersetzten Rede von Premierminister Neville Chamberlain hinzu; die Ausstrahlung erfolgte über sechs Kurzwellensender sowie alle Mittelwellensender des Home Service, ab Oktober über London Regional.
Der Sender nahm vor allem während des Zweiten Weltkriegs eine besondere Stellung ein, als er Nachrichten in verschiedenen Sprachen für eine breite Zielgruppe ausstrahlte. So war in dieser Zeit der deutschsprachige Dienst der BBC eine verlässliche und seriöse Informationsquelle. Alle Inhalte standen unter dem Motto: „Never tell a lie.“ (Bei der Wahrheit bleiben). Die Charta der modernen BBC sei genauso strikt; Sewa Nowgorodzew, Moderator von 1977 bis 2015, dem verschiedentlich gar eine Mitverantwortung für den Kollaps der Sowjetunion nachgesagt wurde, sagte dazu im Jahr 2015: “If you put up a fight and you reference the BBC Charter, you will win”.
Unter großem Protest der Hörer wurden die deutschsprachigen Programme am 26. März 1999 eingestellt.
Nachdem eine Luftmine am 8. Dezember 1940 das Londoner Broadcasting House, den ursprünglichen Sitz des Senders, beschädigt hatte, zog der BBC European Service in das Bush House um. Der BBC Overseas Service folgte im Jahr 1958. Im Rahmen des umfassenden Modernisierungsprogrammes der BBC zogen nun die Redaktionen schrittweise wieder in das Broadcasting House, das BBC-Hauptquartier am Portland Place im zentralen Londoner Marylebone-Bezirk um.
Die erste Sendung des World Service aus dem neuen Funkhaus, ein Programm des burmesischen Dienstes mit Hörerbeteiligung, an der die Friedensnobelpreisträgerin Aung San Suu Kyi als Gast teilnahm, wurde am 11. März 2012 produziert. Die letzte Nachrichtensendung aus Bush House erfolgte nach fast 70 Jahren am 12. Juli 2012 um 12 Uhr Ortszeit (11 Uhr GMT), der Nachrichtensprecher war Iain Purdon. Der Pachtvertrag der BBC mit dem Eigentümer lief im November 2012 aus.
Im Gegensatz zum normalen Radio- und Fernsehprogramm der BBC für Großbritannien, das hauptsächlich durch Rundfunkgebühren (licence fee) finanziert wird, wurde der BBC World Service bisher vom britischen Außenministerium unterhalten. Im Jahr 2010 wurde bekanntgegeben, dass der BBC World Service ab 2014 ebenfalls aus dem allgemeinen Gebührenaufkommen finanziert werden wird. Damit soll auch die Glaubwürdigkeit erhöht werden, um nicht den Eindruck zu erwecken, die BBC spreche im Namen der britischen Regierung. Noch ist unklar, ob sich dadurch die Bedeutung des Dienstes verringern oder ob sie innerhalb der BBC eher noch zunehmen werde.

## Nachrichten und journalistische Qualität

Logo mit der Schriftart von Anfang 2020

Der BBC World Service gilt seit dem Zweiten Weltkrieg als eine, wenn nicht die zuverlässigste und angesehenste Nachrichtenquelle weltweit. Gerade in autokratischen Ländern stellt der BBC World Service eine unabhängige und weitgehend objektive Informationsquelle dar.
Des Weiteren bietet der Sender ein breites Spektrum an Bildungs-, Unterhaltungs- und Sportsendungen. Ein Beispiel hierfür ist die Sendung World: Have Your Say, die 2008 mit dem Sony Radio Academy Awards ausgezeichnet wurde. Ein Spezialservice für im Ausland lebende Briten sind Sicherheitswarnungen, die unter anderem auch Evakuierungsempfehlungen beinhalten. Solche Empfehlungen wurden unter anderem im September 1970 ausgesprochen, als während des Schwarzen Septembers eine Ausreiseempfehlung für das jordanische Staatsgebiet gegeben wurde.

## Historische Sendestationen

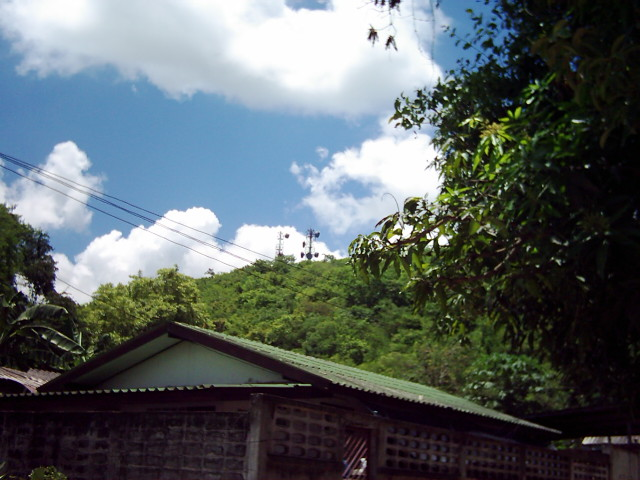
BBC-Relaisstation in Nakhon Sawan, Thailand (2009)

Der BBC World Service war in Europa bis Ende März 2011 über einen Mittelwellensender auf der Frequenz 648 kHz zu empfangen, der in Orford Ness stand. Neben den Kurzwellensendeanlagen in Großbritannien selbst gibt es zahlreiche Relaisstationen. Dabei handelt es sich um Sendeanlagen an Standorten außerhalb Großbritanniens, die das Programm der BBC ausstrahlen, um so für eine gute Empfangsqualität in anderen Regionen der Welt zu sorgen. Die private Firma Merlin Communications betreibt für die BBC Kurzwellensender nicht nur in Großbritannien, sondern auch auf den Ascension-Inseln, Antigua, Zypern, Oman, Singapur, Thailand und den Seychellen. Diese werden auch anderweitig vermarktet. So strahlen sie neben Programmen der BBC auch Programme anderer internationaler Sender aus. Zusätzlich werden Sender in Deutschland, Russland, den USA, Österreich, Südafrika, den Vereinigten Arabischen Emiraten, Japan, Südkorea, Usbekistan und Kanada benutzt. Im Gegenzug werden Sendeanlagen in Großbritannien auch an andere Auslandssender wie Radio Canada International, der Voice of America, Radio Free Europe/Radio Liberty, Radio Japan, Radio Korea International, Voice of Vietnam und Radio HCJB aus Ecuador vermietet.
Weiterhin bietet bzw. bot der World Service spezielle Programme für den karibischen Raum und die Falklandinseln an. Das Programm für die Falklandinseln wurde im März 2006 eingestellt. Des Weiteren verwendet der World Service seit den 1990er Jahren zunehmend Satellitenfunk als Übertragungsmittel zu seinen Übersee-Stationen und zu den Satellitenschüsselbesitzern in vielen Ländern. Die Kurzwellenübertragungen in den USA wurden zum 1. Juli 2001 beendet.

## Erkennungsmelodie

Logo mit der Schriftart von Anfang 2022

Das Pausenzeichen, das der BBC World Service im englischsprachigen Raum verwendet, ist der Ton der Glocken der Kirche St Mary-le-Bow in London.
Die Erkennungsmelodie Lilliburlero wird meist kurz vor jeder vollen Stunde ausgestrahlt, nach der Ankündigung This is London (deutsch: Hier ist London). Nach der Erkennungsmelodie folgt das Greenwich-Zeitsignal (fünf kurze und ein langer Piepton), danach folgen die Nachrichten.
Im nicht-englischen Sprachraum ist das Pausensignal vier Noten lang, die Tonhöhen sind H-H-H-C (B-B-B-C in der angelsächsischen Notation). Dieses Zeichen wurde im Zweiten Weltkrieg in Anlehnung an das Morsezeichen für den Buchstaben „V“ als Wiedergabe des Victory-Zeichens gewählt. Außerdem wird in allen Sendungen regelmäßig der Westminsterschlag von Big Ben abgespielt.

## Sprachen

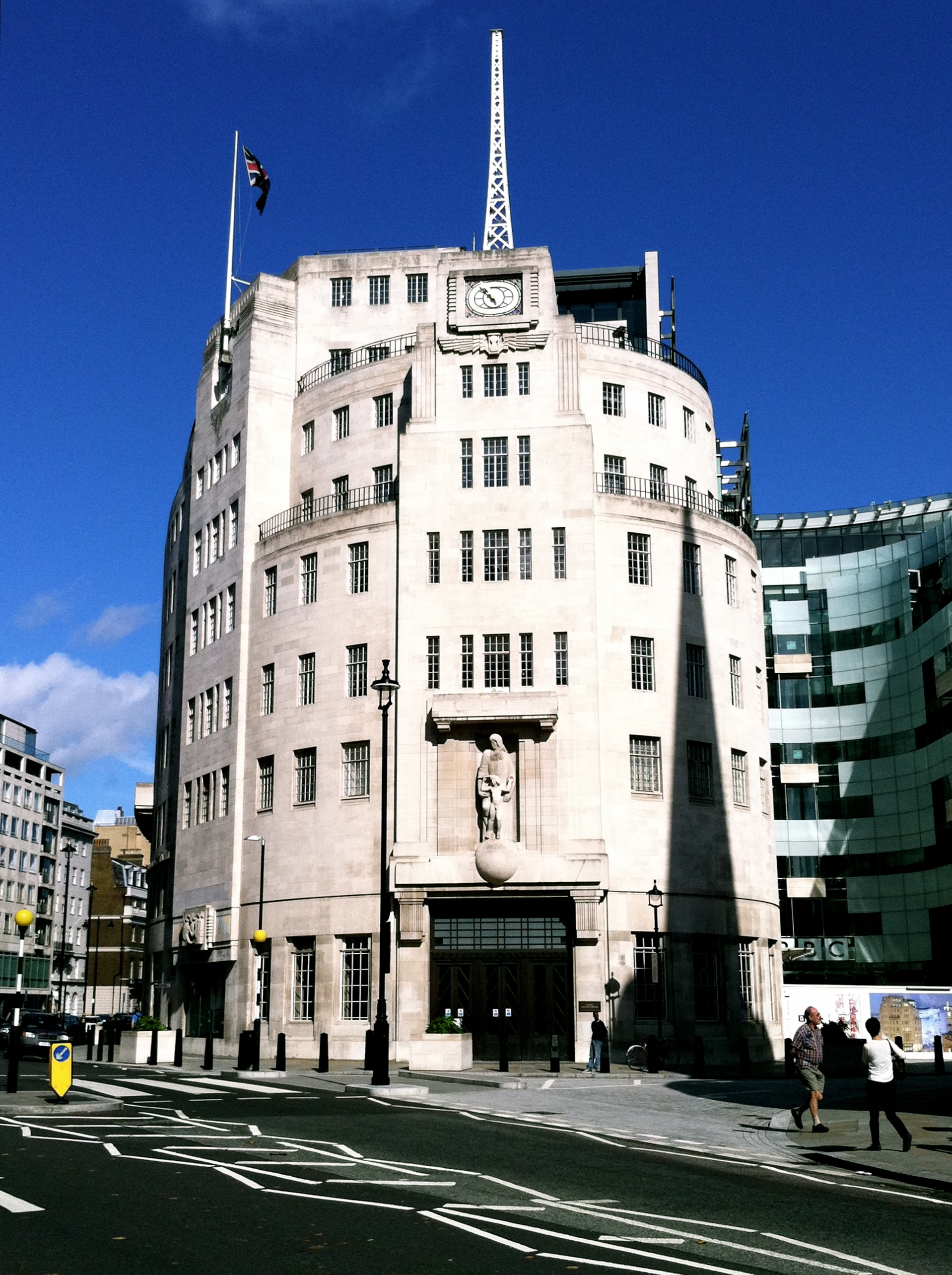
BBC World Service im Broadcasting House, London seit 2012

Der World Service der BBC sendet in so vielen Sprachen wie kein anderer Sender weltweit. Redaktionen produzieren BBC-Sendungen auch in Sprachen, die in internationalen Medien unterrepräsentiert sind.
Der BBC World Service sendet Radioprogramme unterschiedlicher Länge in folgenden Sprachen: Englisch, Afaan Oromo, Amharisch, Arabisch, Aserbaidschanisch, Bengalisch, Burmesisch, Chinesisch (Mandarin), Gujarati, Hausa, Hindi, Igbo, Indonesisch, Kasachisch, Kinyarwanda, Kirundi, Koreanisch, Marathi, Nepali, Paschtunisch, Persisch (Dari), Persisch (Farsi), Pidgin, Portugiesisch, Punjabi, Rumänisch, Russisch, Serbisch, Singhalesisch, Somali, Spanisch, Swahili, Tadschikisch, Tamilisch, Telugu, Thailändisch, Tigrinya, Türkisch, Ukrainisch, Urdu, Usbekisch, Vietnamesisch, Yoruba.
Anfang 2011 wurde bekannt, dass die Sprachdienste in Mazedonisch, Albanisch und Serbisch sowie regelmäßige Sendungen für die Karibik und in Portugiesisch für Afrika eingestellt werden sollen. Im Zuge von Sparmaßnahmen sollten insgesamt 650 Beschäftigten (ein Viertel der Mitarbeiter) eingespart werden, zwei Drittel davon im Jahr 2011.
Nachdem 2016 eine Erhöhung der staatlichen Förderung beschlossen wurde, startete BBC World Service im August 2017 den Sprachdienst westafrikanisches Pidgin. Es folgten zwölf weitere Sprachdienste 2017 für Westafrika sowie den Nahen und Fernen Osten.

## Verbreitungswege
Der World-Service-Hörfunk wird in Europa und Nordamerika mittels regionaler UKW-Sender, Programmübernahmen und Livestream verbreitet. Daneben sind alle Sendungen auch als Podcasts sowie ein Audio- und Text-Archiv online verfügbar. Kurzwellensendungen werden zur Versorgung spezifischer Weltregionen eingesetzt.
In den 2000er Jahren entschied die BBC, ihre Kurzwellensendungen für Nordamerika, Europa und andere Teile des Globalen Nordens einzustellen, da diese vollständig mit Rebroadcasting auf UKW und Livestreams erreicht werden können. Andere Auslandssender wie u. a. die DW und Radio Australia übernahmen dieses Modell. Nach wie vor sendet die BBC den World Service und Sprachenprogramme für die Länder Afrikas und Teile Asiens auf Kurzwelle.
Das Fernsehprogramm BBC World Service Television wurde 1991 erstmals über einen Satelliten ausgestrahlt. 1995 wurde er in zwei verschiedene Programme aufgeteilt, BBC Prime, was heute der Pay-TV-Sender BBC Entertainment ist, und BBC World, das heute als BBC World News weltweit sendet. BBC World News darf als einziges BBC-TV-Programm rund um die Uhr Werbung ausstrahlen. Die Verbreitung von BBC World Service wurde auch in Großbritannien ausgeweitet. Er kann über DAB (digitales Radio), DVB-T (im Vereinigten Königreich Freeview genannt) und via Satellit empfangen werden.

## Werbung
Der BBC Trust bewilligte erstmals im Januar 2012 die Einführung von Werbung beim britischen Auslandsdienst BBC World Service. Betroffen sind die Websites in Arabisch, Russisch und Spanisch sowie das über die UKW-Frequenz in Berlin ausgestrahlte Programm. Das Budget des aus Steuermitteln finanzierten Auslandssenders war im Jahr 2011 um 46 Millionen britische Pfund pro Jahr gekürzt worden. Daraufhin mussten über 600 Stellen gestrichen werden. Die britische Regierung hatte den Sender aufgefordert, bis 2013/14 Einnahmen in Höhe von 3 Millionen Pfund jährlich „aus kommerziellen Aktivitäten“ zu erzielen.